# 笠谷幸生
笠谷 幸生（かさや ゆきお、1943年8月17日 - 2024年4月23日）は、日本のスキージャンプ選手。
北海道後志支庁余市郡大江村（現・仁木町）出身。余市高校、明治大学を卒業。ニッカウヰスキーに所属していた。2003年紫綬褒章。2018年文化功労者。兄は同じくスキージャンプ選手の笠谷昌生。

## 来歴

### 選手時代

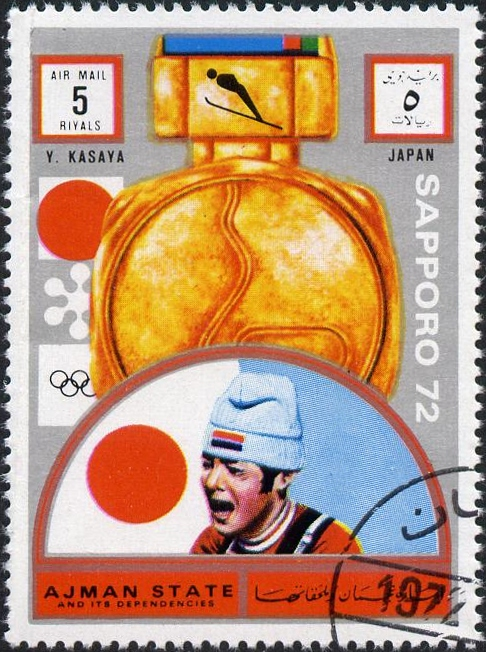
アラブ首長国連邦アジュマーン首長国で発行された笠谷幸生の切手

4歳の頃から遊びとしてジャンプを始める。仁木中学校3年生の頃には兄に連れられて羽幌炭鉱、明治大学合同の合宿に参加、ここで大人顔負けのジャンプを見せ、「仁木から（兄に続いて）再び神童が現れた」と言われた。
1959年に北海道余市高等学校に入学するがスキー部の方針で高校選手権に出場できず、その怒りを闘争心に変えてこのシーズンのあらゆる大会の少年組を勝ち続けて翌1960年の新潟県高田市（現・上越市）での全日本選手権に出場、この大会で3位に入ったほかこの年から海外遠征をこなすようになり、1963年2月22日の第2回STV杯ジャンプ大会では日本人2人目の100mジャンパーとなる（同大会で直前に菊地定夫が初の100mジャンパーとなっている）など一気に日本を代表するジャンパーへと成長を遂げた。
1963年、明治大学経営学部に入学。1964年1月には全日本スキー選手権で初優勝し、1964年インスブルックオリンピックに出場。70m級で23位、90m級で11位。
1967年、明治大学を卒業、ニッカウヰスキーに入社。余市工場に配属。
1968年グルノーブルオリンピックに出場。70m級23位、90m級で20位。
1970年にはチェコスロバキア・ビソケタトリでのノルディックスキー世界選手権70m級で銀メダル獲得、1971年の札幌でのプレ五輪大会では70m級で圧勝し、翌年に控えた1972年札幌オリンピックへ向けて期待を集めた。
1972年のシーズンは欧州ジャンプ週間で開幕から3連勝して史上初（当時）の4戦全勝優勝が期待された（3戦終了時点で2位に50.4ポイントの大差を付けていたため、出場さえすれば総合優勝は確実視されていた）ものの、オリンピックの国内選手選考試合との日程の兼ね合いでチーム全体での欠場が大会前から決まっていたため最終戦を欠場、ジャンプ週間総合優勝を逃した（この時、地元ファンの出場を求める声に困り果てた兄昌生から、笠谷はオリンピック選考免除とジャンプ週間最終戦出場を打診されたが拒否、正々堂々と選考試合を戦うことを選んだ）。
1972年札幌オリンピックでは2月6日の70m級（宮の森ジャンプ競技場）で1本目に84mの最長不倒で首位に立つと2本目はやや失敗気味ながら79mを飛んで金メダルを獲得し、日本人初の冬季五輪金メダリストとなった。銀の金野昭次、銅の青地清二と共に日本勢で表彰台を独占し、日の丸飛行隊と呼ばれた（この時実況を担当したNHKの北出清五郎アナウンサーは、「さぁ笠谷、金メダルへのジャンプ！……飛んだ決まった!!見事なジャンプ!!」という名ゼリフを残している）。また、90m級は1本目106mで2位につけるも2本目は91m飛べば逆転という場面ながら横からの突風に煽られて85mに終わり7位とメダルを逃している。
1974年、ニッカウヰスキー札幌支店販売促進課へ異動。
1976年インスブルックオリンピック後も現役続行の意思を示していたが、当時兼任していたコーチ業に専念することとし、1976年10月、現役引退。

### 選手引退後

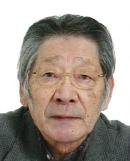
文化功労者顕彰に際して公表された肖像写真

1979年、日本体育協会の派遣コーチとしてオーストリアに2年間留学。コーチとしての知識を身につける。
帰国後、社業の傍ら全日本スキー連盟の強化コーチとしてジャンプ選手の育成・強化に努め、1984年サラエボオリンピック、1988年カルガリーオリンピックの日本代表チームのコーチとして参加。しかし当時の日本チームは世界と互角に戦える選手層ではなかったこともあり、成績は振るわず、ニッカウヰスキー東京本社広報部副部長兼お客様相談室長への異動も機に、連盟の強化コーチを退任。連盟の飛型審判委員会委員となる。
1992年、ニッカウヰスキー東京本社広報部部長に昇格。
その後国際審判員の資格も取り、ワールドカップ、オリンピック、世界選手権などのジャンプ競技で審判を務めた。
1998年、ニッカウヰスキー北海道支社副支社長就任を最後に、1999年退社。タクトスポーツプラザに入社。
2001年、全日本スキー連盟担当理事、ジャンプ部長兼ヘッドコーチに就任。サッポロノルディックスキークラブ所属。札幌スキー連盟副会長。2003年、紫綬褒章を受章。
2010年バンクーバーオリンピックでは、日本選手団副団長を務めた。2018年、文化功労者を顕彰。
2024年4月23日午前7時35分に虚血性心疾患のため札幌市内の病院で死去。80歳没。

## ジャンプのスタイル
- 踏み切り動作で頭が上がることを防ぐために猫の動作を参考にしてあごを引いているため、空中では口を開けているように見えた。
- 世界一美しいと言われたテレマーク着地だが、笠谷はこれを実現するために着地からスタートまで全て逆算してフォームを考えたという。
- また、野球好きであったため、捕手の二塁への素早い送球動作を踏切の参考にしていたという。そのため、アプローチでのフォームは捕手がミットを構える姿勢に似ていた。
- この他、脇を締めるために手首を外に曲げていた、余市の海での素潜りでスタート前の呼吸法を学んだ、など独自の工夫を重ね、独特のジャンプスタイルを磨き上げていた。

## エピソード
- 1988年12月28日の大倉山ジャンプ競技場でのワールドカップで当時唯一のV字ジャンパーだったヤン・ボークレブが優勝した際にまだV字の効果が認められていない中でいち早く浮力への影響の可能性を指摘している[要出典]。
- ジャンプでは人生通じて一度もなかった骨折を野球で経験している（守備でダイビングキャッチを試みて鎖骨を折ったという）[要出典]。
- ジャンプ週間4戦全勝というグランドスラムを達成したものが過去にはいなかったにもかかわらず、なんと札幌五輪の選考のため4戦目を回避させられた。
- 札幌五輪の金メダルは「育ててもらった郷土の子どもたちに見てもらいたい」ということから、選手時代に使用したスキーセット、獲得したカップや賞状などとともに故郷の仁木町に寄贈した。仁木町山村開発センター内の郷土資料室に展示されていたが、同じ庁舎内にあった教育委員会が新庁舎に移転するのに伴い、盗難防止のため、写真パネルに変わっている。現在、金メダルは、教育委員会の金庫内に保管されている[5]。
- ニッカウヰスキー社員の時代、笠谷は「歩く広告塔」として、銀座や赤坂、六本木、札幌・ススキノなど一日にスナックやクラブ、バーなどを10軒以上回って自社製品を宣伝することもあったという[5]。

## 主な競技成績

### 国際大会
オリンピック（1964年インスブルックオリンピック）
- 個人70メートル級 23位
- 個人90メートル級 11位

世界選手権（1966年、オスロ）
- 個人70メートル級 17位
- 個人90メートル級 28位

オリンピック（1968年グルノーブルオリンピック）
- 個人70メートル級 22位
- 個人90メートル級 20位

世界選手権（1970年、ビソケタトリ）
- 個人70メートル級 2位
- 個人90メートル級 32位

オリンピック（1972年札幌オリンピック）
- 個人70メートル級 優勝
- 個人90メートル級 7位

世界選手権（1974年、ファルン）
- 個人70メートル級 9位
- 個人90メートル級 8位

オリンピック（1976年インスブルックオリンピック）
- 個人70メートル級 16位
- 個人90メートル級 17位

### 日本国内の競技会
- 1962.01.22(月) 第14回北海道校高等学校スキー大会兼全国高校スキー大会北海道予選　優勝
- 1963.01.15(火) 第4回雪印杯争奪全道ジャンプ大会成年組　優勝
- 1963.02.17(日) 第18回国民体育大会冬季大会純ジャンプ成年組　優勝
- 1964.03.03(火) 第5回NHK杯ジャンプ大会成年組　優勝
- 1964.03.05(木) 第6回HBCカップジャンプ競技会　優勝
- 1964.03.15(日) 第37回全日本学生スキー選手権大会純ジャンプ 一部　優勝
- 1965.01.20(日) 第38回全日本学生スキー選手権大会純ジャンプ 一部　優勝
- 1967.02.22(水) 第6回STV杯争奪ジャンプ大会　優勝
- 1967.03.02(水) 第8回雪印杯争奪全道ジャンプ大会成年組　優勝
- 1967.03.03(木) 第8回NHK杯ジャンプ大会成年組　優勝
- 1967.03.06(日) 第38回宮様スキー競技大会90ｍ級成年組　優勝
- 1967.03.12(土) 第17回秩父宮賜杯スキー大会　優勝
- 1967.12.24(日) 第4回倶知安町長杯全道ジャンプ大会一般の部　優勝
- 1968.01.07(日) 第1回ニッカ杯兼第11回竹鶴杯全道ジャンプ大会一般の部　優勝
- 1968.03.05(火) 第9回雪印杯争奪全道ジャンプ大会成年組　優勝
- 1968.03.12(火) 第3回雪印杯争奪全道ジャンプ旭川大会成年組　優勝
- 1968.12.28(土) 中山シャンツェ完成記念ジャンプ記録会一般の部　優勝
- 1969.02.28(金) 第47回全日本スキー選手権大会60m級一般の部　優勝
- 1969.03.02(日) 第47回全日本スキー選手権大会90m級　優勝
- 1969.03.04(火) 第8回STV杯争奪ジャンプ大会　優勝
- 1969.12.10(水) 第2回中山シャンツェジャンプ大会一般の部　優勝
- 1970.01.24(土) 第25回全道スキー選手権大会成年組　優勝
- 1970.01.25(日) 第9回STV杯争奪ジャンプ大会　優勝
- 1970.12.20(日) 第12回雪印杯全日本ジャンプ大会成年組　優勝
- 1970.12.28(月) 第13回HBCカップジャンプ競技会　優勝
- 1971.01.05(火) 第12回NHK杯ジャンプ大会70ｍ級　優勝
- 1971.01.07(木) 第12回NHK杯ジャンプ大会90ｍ級　優勝
- 1971.01.09(土) 第10回STVカップ国際スキージャンプ競技大会　優勝
- 1971.01.24(日) 第26回全道スキー選手権大会兼第7回倶知安町長杯全道ジャンプ大会成年組　優勝
- 1971.02.08(月) 第49回全日本スキー選手権大会70m級兼プレオリンピック
- 1971.02.22(月) 第26回国民体育大会冬季大会純ジャンプ成年組　優勝
- 1971.03.28(日) 第1回名寄ピヤシリジャンプ大会成年組　優勝
- 1971.12.12(日) 第2回名寄ピヤシリジャンプ大会成年組　優勝
- 1972.01.09(日) 第13回NHK杯ジャンプ大会成年組　優勝
- 1972.02.23(水) 第27回国民体育大会冬季大会純ジャンプ成年組　優勝
- 1973.01.14(日) 第14回雪印杯全日本ジャンプ大会成年組　優勝
- 1973.02.04(日) 第1回北海道・ソ連極東親善スポーツ大会　優勝
- 1973.02.25(日) 第23回秩父宮杯スキー大会成年組　優勝
- 1973.03.04(日) 第8回雪印杯全日本ジャンプ旭川大会成年組　優勝
- 1974.01.06(日) 第2回富良野ジャンプ大会成年組　優勝
- 1974.01.13(日) 第13回STVカップ国際スキージャンプ競技大会兼第2回札幌オリンピック記念国際スキージャンプ競技大会成年組　優勝
- 1974.01.14(月) '74 STV杯90ｍ級ジャンプ公式記録会　優勝
- 1974.01.15(火) FIS公認 STV杯国際スキージャンプ大会　優勝
- 1974.02.07(木) 第52回全日本スキー選手権大会90m級成年組　優勝
- 1974.03.04(月) 第16回HBCカップジャンプ競技会　優勝
- 1974.12.22(日) 第5回名寄ピヤシリジャンプ大会成年組　優勝
- 1975.01.05(日) 第16回雪印杯全日本ジャンプ大会成年組　優勝
- 1975.01.12(日) 第3回札幌オリンピック記念国際スキージャンプ競技大会成年組　優勝
- 1975.01.13(月) '75 ＳＴＶ杯国際公式記録会成年組　優勝
- 1975.02.19(水) 第30回国民体育大会冬季大会純ジャンプ成年三部　優勝
- 1975.02.21(金) 第46回宮様スキー競技大会70ｍ級壮年組　優勝
- 1975.04.02(日) 第3回野沢温泉ジャンプ大会成年組　優勝
- 1976.01.04(日) 第17回雪印杯全日本ジャンプ大会成年組　優勝
- 1976.02.27(金) 第47回宮様スキー競技大会70ｍ級壮年組　優勝
- 1976.03.07(日) 第26回秩父宮賜杯ジャンプ大会成年組　優勝
- 1976.03.13(土) インスブルック五輪記念HTB杯争奪ジャンプ競技大会成年組　優勝

※記録は「北海道新聞縮刷版」各年版に依る